# Phalanta fraterna
Phalanta fraterna är en fjärilsart som beskrevs av Moore 1900. Phalanta fraterna ingår i släktet Phalanta och familjen praktfjärilar. Inga underarter finns listade i Catalogue of Life.